# François-Casimir de Bonnefoux
Pour les articles homonymes, voir Bonnefoux.
François-Casimir, baron de Bonnefoux (Marmande, 4 mars 1761-Escassefort, 15 juin 1838), est un officier de marine français.

## Biographie
Aspirant garde-marine à Rochefort (avril 1779) puis garde (juillet 1780), il embarque sur la Fée en avril 1779 et se fait remarquer lors de la bataille qui aboutit à la prise de la frégate britannique Alligator. En récompense, il est nommé enseigne de vaisseau (septembre 1782). 
En 1783-1784, il sert sur le Réfléchi puis en 1784-1785 sur la Danaé aux Antilles et est promu en mai 1786 lieutenant de vaisseau. En 1791, il commande l'aviso Sans-Souci puis, capitaine de vaisseau (janvier 1793), commande dans l'escadre de Brest, le Républicain, le Tourville puis le Terrible. 
En janvier 1794, il est emprisonné à Brest comme royaliste et n'est libéré qu'en février 1795. Chef de division (mars 1796), adjudant général du port de Brest (août 1798), il devient préfet maritime de Boulogne en septembre 1803. 
Commandant de la flottille de Boulogne en janvier 1804 en remplacement de Bruix, il le reste jusqu'en avril 1812. Baron d'Empire (décembre 1809), il devient préfet maritime de Rochefort en avril 1812. 
En juin 1815, il tente en vain de convaincre Napoléon à embarquer pour les États-Unis et loyal jusqu'au bout, le prévient secrètement du sort qui l'attend. Mis à la retraite d'office en janvier 1816, il meurt le 15 juin 1838 en se noyant dans la Garonne à Escassefort.

## Hommages et distinctions
- Chevalier (5 février 1804) puis officier de la Légion d'honneur (14 juin 1804)
- Une avenue d'Escassefort porte son nom.